# Сергеев, Владимир Сергеевич
Влади́мир Серге́евич Серге́ев (16 июня (28 июня) 1883, Москва — 8 января 1941, там же) — советский историк античности. Доктор исторических наук, профессор МГУ, заведующий кафедрой древней истории МГУ и МИФЛИ в 1934—1941 годах. Лауреат Сталинской премии (1942, посмертно). Автор первых советских учебников по истории Древней Греции и Рима для университетов и педагогических институтов.

## Биография
Первый и незаконнорождённый сын К. С. Станиславского и крестьянской девушки Авдотьи Назаровны Копыловой, он был усыновлен отцом Станиславского С. В. Алексеевым, своим дедом, и получил фамилию и отчество по его имени.

Могила В. С. Сергеева на Новодевичьем кладбище Москвы.

Окончил историко-филологический факультет Московского университета.
С 1918 года читал лекции в вузах и в частности в МГУ, в последнем профессор общественно-педагогического отделения (1921), профессор кафедры истории античного мира (1921—1925) факультета общественных наук, действительный член Исторического института при этом факультете (1921—1925). В 1920-е годы принадлежал к школе М. Н. Покровского:

В. С. Сергеев, который в то время принадлежал к так называемой школе М. Н. Покровского и разделял его мнение о существовании феодализма и торгового капитализма в государствах античности… утверждал, что одной из причин кризиса III века было своеобразное перерождение капиталистического хозяйства империи.
В конце 20-х — начале 30-х годов принял участие в дискуссиях по проблемам общественно-экономических формаций, в ходе которых пересмотрел свои взгляды и пришёл к признанию рабовладельческой формации.
С 1934 года заведующий кафедрой древней истории МИФЛИ, и с 1935 года также МГУ — до 1941 года.
В 1936—1941 годах работал также в Институте истории АН СССР. «В 1938 году В. С. Сергеев, с учётом критических замечаний, опубликовал в двух томах „Очерки по истории древнего Рима“, которые и стали главным советским учебником по римской истории на ближайшие десять лет, — указывает А. П. Беликов (2017). — Впрочем, по своему качеству, если отбросить идеологическую составляющую, эта работа не утратила своего значения и по сей день. Это был, по сути, первый большой советский учебник по истории Рима, подробно рассматривающий внутреннюю жизнь римского государства, уделяя особое внимание социально-экономическим аспектам, что впредь и стало основополагающим моментом для любой отечественной учебной литературы». Как отмечала в рецензии на издание 38-го года Протасова С.: «Автор „ставит своей целью исследовать причины, приведшие к объединению стран Средиземноморья, а также к образованию и распаду империи“. Перед ним стояла трудная и ответственная задача. В тех учебных пособиях, которые были распространены до революции (Низе, Нетушил и др.), авторы ограничивались лишь пересказом внешних и внутренних событий римской истории… Часть вторая охватывает всю историю империи, начиная с принципата Августа и кончая падением римской державы, и занимает несомненно, доминирующее положение а работе В. С. Сергеева».
Как участник авторского коллектива труда «История дипломатии» (Т. 1. М., 1941) лауреат Сталинской премии 1942 года, посмертно.
Состоял в фактическом браке с Наталией Николаевной Бромлей (1887—1982). Отец академика-этнографа Ю. В. Бромлея.
С 1979 года на истфаке МГУ в его честь раз в два года проводятся «Сергеевские чтения» — всесоюзные/всероссийские научные конференции, организуемые кафедрой истории древнего мира.
В советское время считалось, что «изучая историю Крито-микенского общества, Сергеев доказал его классовый раннерабовладельч. характер».

## Научные труды
Автор первых советских учебников для вузов по истории античности («Очерки по истории Древнего Рима», ч. 1—2, 1938; «История Древней Греции», 1934, перераб., 1939, 2-е изд., 1948, 3-е изд., 1963, ? изд., 2008).
Книги
- «Всемирно-исторические кризисы. Европейский кризис на заре XIX столетия» (1922)
- Сергеев В. С. История Древнего Рима: Культурно-исторический очерк в научно-популярном изложении. — М., 1922.
  - История древнего Рима. — М.: Издательство Юрайт, 2019. — 273 с. — (Антология мысли). — ISBN 978-5-534-09697-2. (По изданию 1922 года.)
- Сергеев В. С. Мировые кризисы. В 5 вып. — М., 1924.
- «Рабовладельческие общества. Учебная книга по истории Древнего Рима» (1924)
- Сергеев В. С. История древнего Рима. Издание 2-е, переработанное и дополненное. — М., Л.: Государственное издательство, 1925. — 404 с.
- Сергеев В. С. Феодализм и торговый капитализм в античном мире / под ред. П. Кушнера. М.: Изд-во Коммунистического ун-та им. Я. М. Свердлова, 1926. — 268 с.
  - Феодализм и торговый капитализм в античном мире. — Ленанд, 2014. — 264 с.
- Сергеев В. С. Очерки по истории Древнего Рима: учебное пособие для исторических факультетов (отв. ред. Н. А. Машкин). — М., 1938. Ч. 1, 2. {Рец.: Протасова С. Историк-марксист, № 4(074), 1939, C. 172—176.}
- Сергеев В. С. История Древней Греции. М., 1939, 2 изд., 1948, 3 изд., 1963.
  - История Древней Греции. — Полигон, 2002. — 704 с.

Статьи
- Сергеев В. С. Кризис III века // Историк-марксист. — 1938. — № Кн. 3. — С. 52—79.
- Сергеев В. С. Принципат Тиберия // Вестник древней истории. — 1940. — № 2 (11). — С. 78—95.